# Asian Wings Airways
Asian Wings Airways — авиакомпания Мьянмы со штаб-квартирой в Янгоне, работающая в сфере регулярных пассажирских перевозок на внутренних маршрутах. Портом приписки авиакомпании и её главным транзитным узлом (хабом) является международный аэропорт Янгон.

## Общие сведения
Авиакомпания была основана в начале 2011 года и начала операционную деятельность 27 января того же года. В 2015 году Asian Wings Airways эксплуатировала три самолёта ATR 72-500 с салонами на 70 пассажирских мест каждый и один лайнер Airbus A321-100, предлагая регулярные рейсы на основных туристических маршрутах внутри страны.
Владельцем Asian Wings Airways является туристическая компания «Sun Far Travels and Tours Company, Limited».
В 2013 году один из крупнейших японских авиаперевозчиков All Nippon Airways объявил о намерениях приобрести 49 % собственности Asian Wings Airways за 3 миллиарда японских иен, однако в следующем году компания сообщила об отрицательном решении совета директоров корпорации по сделке в связи с «сильной конкуренцией на рынке авиаперевозок».

## Маршрутная сеть
- Мьянма
  - Баган — аэропорт Нияунг-У
  - Хайхо — аэропорт Хайхо
  - Мандалай — международный аэропорт Мандалай
  - Нейпьидо — международный аэропорт Нейпьидо
  - Тавой — аэропорт Тавой
  - Кодаун — аэропорт Кодаун
  - Ситуэ — аэропорт Ситуэ
  - Тачхилуа — аэропорт Тачхилуа
  - Чёнгтун — аэропорт Чёнгтун
  - Лашо — аэропорт Лашо
  - Моунъюа — аэропорт Моунъюа
  - Хомалин — аэропорт Хомалин
  - Тандуэ — аэропорт Тандуэ
  - Янгон — международный аэропорт Янгон — хаб